# Magaz de Pisuerga
Magaz de Pisuerga település Spanyolországban, Palencia tartományban. Magaz de Pisuerga Villamuriel de Cerrato, Palencia, Villalobón, Villamediana, Reinoso de Cerrato, Soto de Cerrato és Venta de Baños községekkel határos. Lakosainak száma 1031 fő (2024).

## Népesség
A település népessége az elmúlt években az alábbi módon változott:
| Lakosok száma | 721  | 755  | 864  | 1021 | 1097 | 1043 | 981  | 1005 | 1010 | 1031 |
|               | 2001 | 2004 | 2007 | 2009 | 2012 | 2014 | 2017 | 2019 | 2022 | 2024 |